# ビリー・リンの永遠の一日
『ビリー・リンの永遠の一日』（ビリー・リンのえいえんのいちにち、原題：Billy Lynn's Long Halftime Walk）は、2016年制作のイギリス、アメリカ合衆国、中国映画。
イラク戦争を題材としたベン・ファウンテンの小説『ビリー・リンの永遠の一日』(新潮社 2017年)をアン・リー監督が映画化。第20回ハリウッド映画賞でプロデューサー賞と作曲賞の2部門を受賞した。日本では当初、2017年2月11日に劇場公開される予定であったが延期され、結局劇場未公開となった。

## あらすじ
2004年、イラク戦争に出征していた19歳の青年ビリー・リンは、味方を助けるために銃撃戦の中へ身を投じる姿を偶然ニュースに取りあげられて、一躍英雄となる。
一時帰国したビリーは全米各地を巡る凱旋ツアーへと駆り出される。だがやがて、ビリーはイラクへ戻るのをためらう気持ちが芽生えると同時に、自分が英雄として扱われることに違和感を抱き始める。
そして、戦地へ戻る前日、凱旋ツアー最大の目玉としてアメリカン・フットボールのハーフタイム・イベントに招かれたビリーは、その大歓声の中で現実と戦争の記憶が交差する感覚に陥る。

## キャスト
- ビリー・リン：ジョー・アルウィン（吹替：西健亮）
- キャスリン：クリステン・スチュワート（吹替：木下紗華）
- アルバート：クリス・タッカー（吹替：山寺宏一）
- ダイム：ギャレット・ヘドランド（吹替：土田大）
- シュルーム：ヴィン・ディーゼル（吹替：楠大典）
- ノーム：スティーヴ・マーティン（吹替：安原義人）
- ホリデイ：イスマエル・クルス・コルドバ（吹替：野川雅史）
- トルーマン：ティム・ブレイク・ネルソン
- クラック：ボー・ナップ